# گلرخ نوک‌سرخ
گلرخ نوک‌سرخ (نام علمی: Pytilia lineata) گونه‌ای سهرهٔ ریز است که در اتیوپی یافت می‌شود. از گلرخ بال‌سرخ جدا شد.